# منابع اطلاعاتی عناصر شیمیایی
منابع اطلاعاتی جعبه عناصر شیمیایی جداول صفحات زیر بوده‌اند.